# Cyril Zimmermann
Cyril Zimmermann, né le 11 décembre 1971 à Annemasse (Haute-Savoie), est un entrepreneur français.
Il est le cofondateur de la régie publicitaire numérique HiMedia et cofondateur de l'école du numérique La Plateforme. Il a notamment été président de l’ACSEL de 2014 à 2019,.

## Biographie

### Enfance et formation
Cyril Zimmermann est diplômé en licence d’histoire à l’Université Paris Sorbonne, de l’ESCP (École Supérieure de Commerce de Paris) ainsi que de l’IEP (Institut d'Études Politiques) de Paris,,. Il se lance dans l’entrepreneuriat en 1996.

## Carrière
En janvier 1996, il fonde avec deux associés la société HiMedia Group, spécialisée dans la vente d’espaces publicitaires sur Internet. Il est nommé Président Directeur Général d’HiMedia. En juin 2000, HiMedia fait son introduction en Bourse mais vivra difficilement l’éclatement de la bulle Internet, obligeant Cyril Zimmermann à repositionner l’entreprise comme un groupe média online,. Il est en mai 2016 le premier actionnaire de HiMedia, détenant 12 % de l’entreprise qu’il a fondée. En novembre 2016, il renomme HiMedia AdUX.
En avril 2014, il est élu président de l’ACSEL (Association pour le commerce et les services en ligne), lieu d’échanges et de propositions autour des enjeux du numérique,,.
En janvier 2009, il lance HiPay, société de paiement électronique, rattaché au groupe HiMedia. Il en sera le président de 2009 à 2016. En 2014, HiPay devient une société indépendante et fait son introduction en bourse, Cyril Zimmermann souhaitant séparer les activités de paiements du groupe HiMedia. En 2016, il revend ses parts et quitte le conseil d'administration de la société,,.
En septembre 2019, il crée avec 4 autres associés, La Plateforme, école du numérique et des nouvelles technologies, à Marseille. L'école a été inaugurée en juillet 2019, par le secrétaire d'Etat chargé du numérique Cédric O. La Plateforme est une école proposant aux étudiants d'apprendre les métiers du code et du développement informatique ainsi que des data sciences et de l'intelligence artificielle , proposant des certifications et diplômes allant de Bac+2 à Bac +6. La Plateforme est labellisée Grande Ecole du Numérique. Avec cette école, Cyril Zimmermann souhaite répondre au manque de compétences numériques et offrir des formations qualifiantes à des publics divers grâce à une pédagogie structurée autour de projets. Le projet est soutenu financièrement par le Crédit Agricole Alpes Provence, le Club Top20 , la Métropole Aix-Marseille-Provence,  la région PACA et le département des Bouches du Rhône.
En octobre 2011, il crée HiCab, société de moto taxi, renommé Citybird en 2015. En juin 2015, il investit, au côté de BPI France et Leroy Merlin, dans Frizbiz, plateforme de mise en relation entre particuliers pour des services de bricolage et jardinage. Il a investi dans Factamedia.com (site de fact-checking), jechange.fr (comparateur de réduction des factures)  et est membre du conseil d’administration de Believe Digital. En 2018, il s'associe avec Shellac pour ouvrir la salle de cinéma La Baleine à Marseille.

## Prise de position
En juin 2014, il est nommé membre de la Commission de réflexion sur le droit et les libertés à l'âge du numérique,. Il est aussi membre du Conseil d’Administration de Bibliothèques Sans Frontières.